# 인공지능의 진행상황

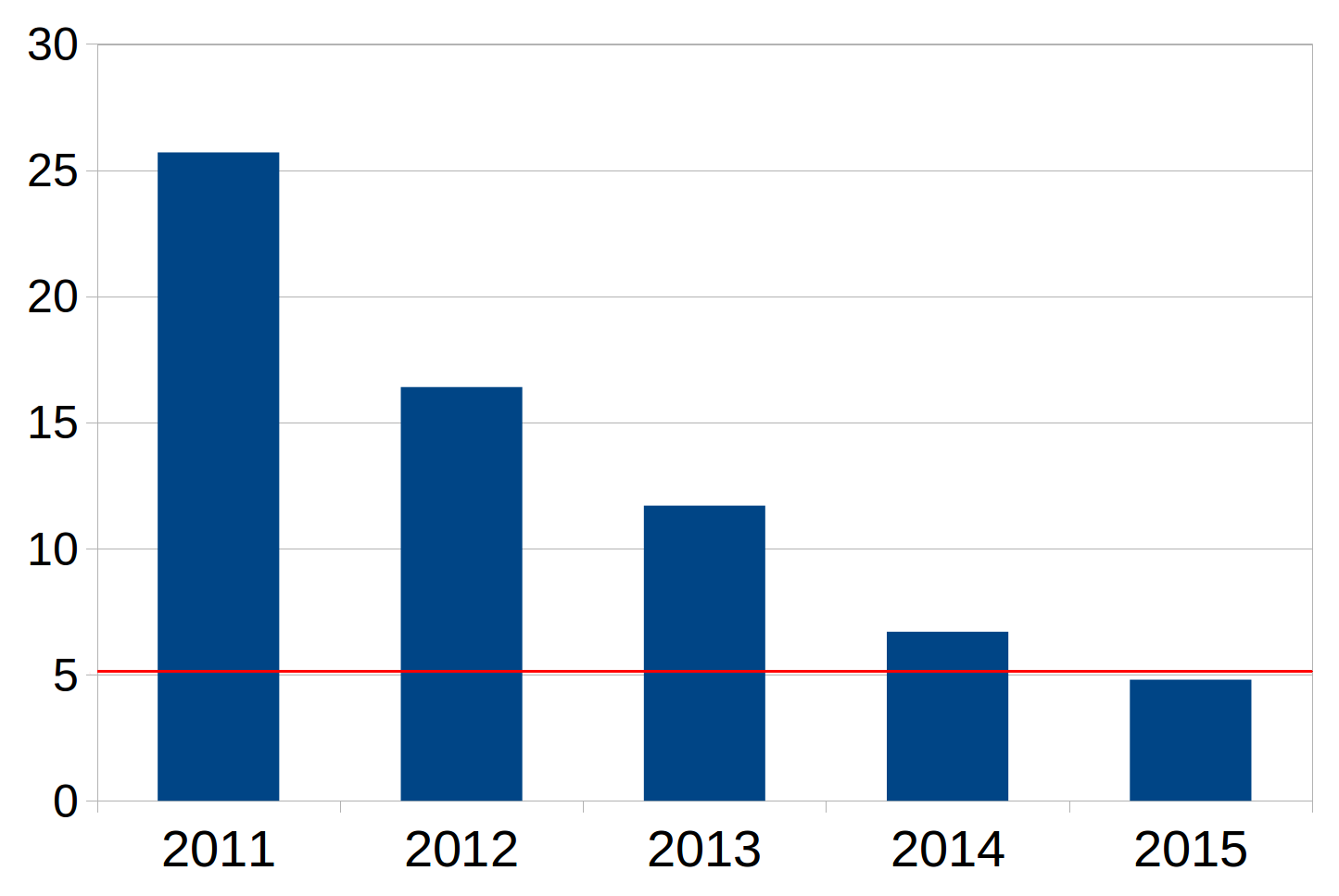
이미지 기계 분류의 발전
----
연도별 AI의 오류율. 빨간선 - 특정 작업에서 훈련된 인간의 오류율.

인공지능의 진행상황(Progress in artificial intelligence)은 시간이 지남에 따라 인공지능 분야에서 달성된 진보, 이정표 및 혁신을 의미한다. AI는 일반적으로 인간의 지능을 필요로 하는 작업을 수행할 수 있는 기계와 시스템을 만드는 것을 목표로 하는 컴퓨터 과학의 다학제적 분야이다. AI 애플리케이션은 의료 진단, 금융, 로봇공학, 법, 비디오 게임, 농업 및 과학적 발견을 포함한 광범위한 분야에서 사용되었다. 그러나 많은 AI 애플리케이션은 AI로 인식되지 않는다. "많은 최첨단 AI가 일반적인 애플리케이션으로 스며들었지만, 일단 충분히 유용하고 흔해지면 더 이상 AI라고 불리지 않기 때문에 종종 AI라고 불리지 않는다." "수많은 AI 애플리케이션이 모든 산업의 인프라에 깊이 내장되어 있다." 1990년대 후반과 2000년대 초반에 AI 기술은 더 큰 시스템의 요소로 널리 사용되었지만, 당시에는 이러한 성공에 대한 공로가 거의 인정되지 않았다.
카플란과 한라인은 인공지능을 세 가지 진화 단계로 구분한다.
1. 인공협소지능(Artificial narrow intelligence) – 특정 작업만 수행할 수 있는 AI
2. 인공 일반 지능 – 여러 분야에서 능력을 갖추고, 설계되지 않은 문제도 자율적으로 해결할 수 있는 AI
3. 인공 초지능 – 과학적 창의성, 사회 기술 및 일반적인 지혜를 포함한 일반적인 작업을 수행할 수 있는 AI[2]

인간의 성능과 비교하기 위해 인공지능은 제약적이고 잘 정의된 문제에 대해 평가할 수 있다. 이러한 테스트를 주제 전문가 튜링 테스트라고 한다. 또한, 더 작은 문제는 더 달성 가능한 목표를 제공하며, 긍정적인 결과의 수가 계속 증가하고 있다.
인간은 GPT-4와 ConceptARC 벤치마크에서 훈련된 모델 모두를 여전히 크게 능가한다. GPT-4와 ConceptARC 모델은 대부분의 범주에서 60%, 한 범주에서는 77%를 득점한 반면, 인간은 모든 범주에서 91%, 한 범주에서는 97%를 득점했다.

## 특정 분야의 현재 성능
| 게임                   | 우승 연도 | 유효 상태 (log10) | 게임 트리 복잡도 (log10) | 완전 정보 게임? | Ref.   |
| ---------------------- | --------- | ----------------- | ------------------------ | --------------- | ------ |
| 체커                   | 1994      | 21                | 31                       | 완전            | [ 8 ]  |
| 오델로                 | 1997      | 28                | 58                       | 완전            | [ 9 ]  |
| 체스                   | 1997      | 46                | 123                      | 완전            |        |
| 스크래블               | 2006      |                   |                          |                 | [ 10 ] |
| 쇼기                   | 2017      | 71                | 226                      | 완전            | [ 11 ] |
| 바둑                   | 2017      | 172               | 360                      | 완전            |        |
| 2인 무제한 텍사스 홀덤 | 2017      |                   |                          | 불완전          | [ 12 ] |
| 스타크래프트           | -         | 270+              |                          | 불완전          | [ 13 ] |
| 스타크래프트 II        | 2019      |                   |                          | 불완전          | [ 14 ] |

지능의 한 형태를 보이는 것으로 묘사될 수 있는 유용한 능력들이 많이 있다. 이는 다양한 영역에서 인공지능의 비교적 성공적인 성과에 대한 더 나은 통찰력을 제공한다.
AI는 전기나 증기 기관과 마찬가지로 범용 기술이다. AI가 어떤 작업에 탁월한 경향이 있는지를 특징화하는 방법에 대한 합의는 없다. 모라벡의 역설의 일부 버전은 자연 선택의 직접적인 대상이었던 신체적 민첩성과 같은 영역에서 인간이 기계보다 뛰어날 가능성이 더 높다고 관찰한다. 알파제로와 같은 프로젝트가 처음부터 자체 지식을 생성하는 데 성공했지만, 다른 많은 기계 학습 프로젝트는 대규모 훈련 데이터 세트를 필요로 한다. 연구자 앤드루 응은 "매우 불완전한 경험 법칙"으로, "일반적인 사람이 정신적인 사고 1초 이내에 할 수 있는 거의 모든 것을 현재 또는 가까운 미래에 AI를 사용하여 자동화할 수 있을 것"이라고 제안했다.
게임은 발전 속도를 평가하는 데 높은 평가를 받는 벤치마크를 제공한다. 많은 게임에는 대규모 프로 선수 기반과 잘 확립된 경쟁 등급 시스템이 있다. 2016년 인공지능이 인간보다 경쟁 우위를 입증하면서 알파고는 고전적인 보드 게임 벤치마크 시대를 마감했다. 딥마인드의 알파고 AI 소프트웨어 프로그램은 세계 최고의 프로 바둑 기사 이세돌을 물리쳤다. 불완전 정보 게임은 게임 이론 분야에서 AI에 새로운 도전을 제공한다. 이 분야에서 가장 중요한 이정표는 2017년 리브라투스의 포커 승리로 마무리되었다. E스포츠는 추가적인 벤치마크를 계속 제공한다. 페이스북 AI, 딥마인드 등은 인기 있는 스타크래프트 비디오 게임 프랜차이즈에 참여했다.
AI 테스트 결과의 광범위한 등급은 다음과 같이 나눌 수 있다.
- 최적(optimal): 더 잘 수행하는 것이 불가능하다 (참고: 이 중 일부는 인간이 해결했다.)
- 초인적(super-human): 모든 인간보다 더 잘 수행한다
- 고수준 인간(high-human): 대부분의 인간보다 더 잘 수행한다
- 인간 수준(par-human): 대부분의 인간과 비슷하게 수행한다
- 인간 이하(sub-human): 대부분의 인간보다 못하게 수행한다

### 최적
- 틱택토
- 커넥트포: 1988
- 체커 (8x8 드래프트라고도 함): 약하게 해결됨 (2007)[25]
- 루빅스 큐브: 대부분 해결됨 (2010)[26]
- 헤즈업 리밋 홀덤 포커: "인간의 평생 플레이로도 전략이 정확한 해결책이 아님을 통계적으로 유의미하게 입증하기에는 불충분하다"는 의미에서 통계적으로 최적 (2015)[27]

### 초인적
- 오델로: 약 1997년[9]
- 스크래블:[28][29] 2006년[10]
- 백개먼: 약 1995년~2002년[30][31]
- 체스: 슈퍼컴퓨터 (약 1997년); 개인 컴퓨터 (약 2006년);[32] 휴대폰 (약 2009년);[33] 컴퓨터가 인간 + 컴퓨터를 이김 (약 2017년)[34]
- 제퍼디!: 질의 응답, 기계가 음성 인식을 사용하지 않았음 (2011)[35][36]
- Arimaa: 2015[37][38]
- 쇼기: 약 2017년[11]
- 바둑: 2017[39]
- 헤즈업 무제한 홀덤 포커: 2017[12]
- 6인 무제한 홀덤 포커: 2019[40]
- 그란 투리스모 스포트: 2022[41]

### 고수준 인간
- 십자말: 약 2012년[42][43]
- Freeciv: 2016[44]
- 도타 2: 2018[45]
- 브리지 카드 놀이: 2009년 검토에 따르면, 입찰을 제외하고 "최고의 프로그램은 (브리지) 카드 플레이어로서 전문가 수준에 도달하고 있다".[46]
- 스타크래프트 II: 자유의 날개: 2019[47]
- 마작: 2019[48]
- 스트라테고: 2022[49]
- 노-프레스 디플로머시: 2022[50]
- 하나비: 2022[51]
- 자연어 처리

### 인간 수준
- ISO 1073-1:1976 및 유사한 특수 문자에 대한 광학 문자 인식.
- 이미지 분류[52]
- 필기 인식[53]
- 얼굴 인식[54]
- 시각 질의 응답[55]
- SQuAD 2.0 영어 독해 벤치마크 (2019)[56]
- SuperGLUE 영어 이해 벤치마크 (2020)[56]
- 일부 학교 과학 시험 (2019)[57]
- 레이븐 지능검사 기반 일부 과제[58]
- 다수의 아타리 2600 게임 (2015)[59]

### 인간 이하
- 인쇄된 텍스트에 대한 광학 문자 인식 (라틴어 표기 타자 텍스트의 경우 인간 수준에 근접함)
- 객체 인식
- AI뿐만 아니라 로봇 하드웨어의 발전이 필요할 수 있는 다양한 로봇공학 작업:
  - 안정적인 이족 보행: 이족 보행 로봇은 걸을 수 있지만 인간 보행자보다 안정성이 떨어진다 (2017년 기준)[60]
  - 인간형 축구[61]
- 음성 인식: "인간 성능에 거의 필적함" (2017)[62]
- 설명 가능성. 현재의 의료 시스템은 특정 의료 질환을 잘 진단할 수 있지만, 사용자에게 진단 이유를 설명할 수 없다.[63]
- 많은 유동 지능 테스트 (2020)[58]
- 봉가드 시각 인지 문제 (예: 봉가드-로고 벤치마크) (2020)[58][64]
- Visual Commonsense Reasoning (VCR) 벤치마크 (2020년 기준)[56]
- 주식 시장 예측: 기계 학습 알고리즘을 사용한 금융 데이터 수집 및 처리
- 앵그리버드 비디오 게임 (2020년 기준)[65]
- 상황 지식 없이는 해결하기 어려운 다양한 작업:
  - 번역
  - 단어 의미 중의성 해소

## 제안된 인공지능 테스트
그의 유명한 튜링 검사에서 앨런 튜링은 인간의 특징인 언어를 그 기초로 삼았다. 튜링 검사는 이제 너무 쉽게 조작될 수 있어 의미 있는 벤치마크로 간주되지 않는다.
전문가 시스템의 발명가가 제안한 파이겐바움 테스트는 특정 주제에 대한 기계의 지식과 전문성을 테스트한다. 2003년 마이크로소프트의 짐 그레이가 발표한 논문은 튜링 테스트를 음성 이해, 말하기 및 객체 인식과 행동으로 확장할 것을 제안했다.
제안된 "보편적 지능" 테스트는 기계, 인간, 심지어 비인간 동물들이 가능한 한 일반적인 문제 세트에서 얼마나 잘 수행하는지 비교하는 것을 목표로 한다. 극단적으로, 테스트 스위트는 콜모고로프 복잡도에 따라 가중치가 부여된 모든 가능한 문제를 포함할 수 있다. 그러나 이러한 문제 세트는 조정된 AI가 인간 성능 수준을 쉽게 초과할 수 있는 빈약한 패턴 매칭 연습이 지배하는 경향이 있다.

## 시험
오픈AI에 따르면 2023년 챗GPT GPT-4는 통일 변호사 시험에서 상위 90%를 기록했다. SAT에서는 GPT-4가 수학에서 상위 89%, 독해 및 작문에서 상위 93%를 기록했다. GRE에서는 작문 시험에서 54%, 양적 섹션에서 88%, 언어 섹션에서 99%를 기록했다. 2020년 미국 생물 올림피아드 준결승 시험에서는 99%~100%를 기록했다. 여러 AP 시험에서는 완벽한 "5"를 기록했다.
독립 연구자들은 2023년에 챗GPT GPT-3.5가 미국 의료 면허 시험 세 부분에서 "합격 기준에 도달했거나 거의 도달했다"는 사실을 발견했다. GPT-3.5는 또한 미네소타 대학교의 4개 법학 대학원 과정 시험에서 낮은 점수이지만 합격점을 받았다고 평가되었다. GPT-4는 텍스트 기반 방사선과 보드 스타일 시험을 통과했다.

## 경쟁
이미지넷 챌린지와 같은 많은 대회와 상은 인공지능 연구를 촉진한다. 가장 일반적인 경쟁 분야는 일반 기계 지능, 대화 행동, 데이터 마이닝, 로봇 자동차 및 로봇 축구뿐만 아니라 기존 게임을 포함한다.

## 과거 및 현재 예측
2016년 경 미래 인류 연구소의 카티아 그레이스와 동료들이 실시한 전문가 설문조사는 앵그리버드 챔피언십에 3년, 월드 시리즈 오브 포커에 4년, 스타크래프트에 6년이라는 중간 추정치를 제시했다. 더 주관적인 작업에서는 빨래 접기와 일반 인간 노동자에 6년, '쉽게 구글링할 수 있는' 질문에 전문적으로 답하는 데 7~10년, 평균 음성 전사에 8년, 평균 전화 뱅킹에 9년, 전문가 작곡에 11년이 걸릴 것이라고 추정했지만, 뉴욕 타임즈 베스트셀러를 쓰거나 퍼트넘 수학 경시대회에서 우승하는 데는 30년 이상이 걸릴 것으로 예측했다.

### 체스

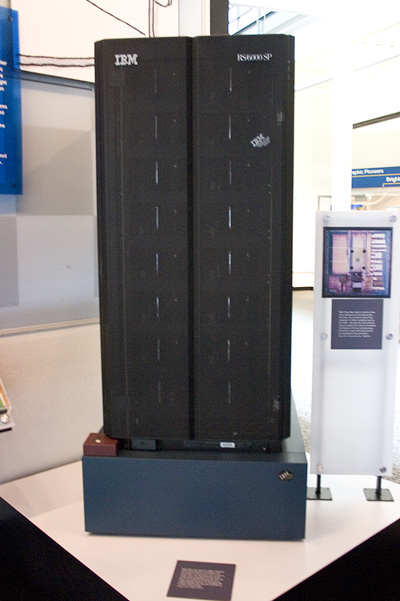
컴퓨터 역사 박물관의 딥 블루

1988년에 AI가 정규 토너먼트 경기에서 처음으로 그랜드마스터를 물리쳤고, 딥 블루로 이름이 바뀐 이 AI는 1997년에 현 세계 체스 챔피언을 이겼다 (참고: 딥 블루 대 가리 카스파로프).
| 예측 연도 | 예상 연도           | 소요 연도 | 예측자                  | 당시 자료        |
| --------- | ------------------- | --------- | ----------------------- | ---------------- |
| 1957      | 1967년 또는 그 이전 | 10년 이하 | 허버트 사이먼, 경제학자 |                  |
| 1990      | 2000년 또는 그 이전 | 10년 이하 | 레이 커즈와일, 미래학자 | 지능형 기계 시대 |

### 바둑
알파고는 2015년 10월 유럽 바둑 챔피언을, 2016년 3월에는 세계 최고 선수 중 한 명인 이세돌을 물리쳤다 (참고: 알파고 대 이세돌). 사이언티픽 아메리칸과 다른 자료에 따르면, 대부분의 관찰자들은 초인적인 컴퓨터 바둑 성능이 최소 10년은 더 걸릴 것이라고 예상했다.
| 예측 연도 | 예상 연도           | 소요 연도  | 예측자                              | 소속 기관                    | 당시 자료     |
| --------- | ------------------- | ---------- | ----------------------------------- | ---------------------------- | ------------- |
| 1997      | 2100년 또는 그 이후 | 103년 이상 | Piet Hutt, 물리학자 및 바둑 팬      | 프린스턴 고등연구소          | 뉴욕 타임즈   |
| 2007      | 2017년 또는 그 이전 | 10년 이하  | Feng-Hsiung Hsu, 딥 블루 리더       | 마이크로소프트 리서치 아시아 | IEEE Spectrum |
| 2014      | 2024                | 10         | Rémi Coulom, 컴퓨터 바둑 프로그래머 | CrazyStone                   | 와이어드      |

### 인간 수준의 인공 일반 지능(AGI)
AI 개척자이자 경제학자인 허버트 사이먼은 1965년에 "20년 안에 기계가 인간이 할 수 있는 모든 작업을 수행할 수 있을 것"이라고 부정확하게 예측했다. 비슷하게 1970년에 마빈 민스키는 "한 세대 안에 인공지능을 만드는 문제가 실질적으로 해결될 것"이라고 썼다.
2012년과 2013년에 실시된 네 번의 설문조사에 따르면, 전문가들의 AGI 도달 시기에 대한 중앙값 추정치는 설문조사에 따라 2040년에서 2050년 사이였다.
2016년경 그레이스 여론조사에서는 질문 방식에 따라 결과가 다양했다. "인간 노동자보다 더 뛰어나고 저렴하게 모든 작업을 수행할 수 있는 자율 기계가 언제 나타날 것인가"라는 질문에 응답자들은 평균 45년, 9년 이내에 발생할 확률은 10%라고 답했다. "모든 직업이 완전히 자동화될 때. 즉, 어떤 직업이든 기계가 인간 노동자보다 더 뛰어나고 저렴하게 작업을 수행할 수 있도록 만들어질 때"를 추정해달라는 질문에 다른 응답자들은 평균 122년, 20년 이내에 발생할 확률은 10%라고 추정했다. "AI 연구원"이 완전히 자동화될 시기에 대한 중간 답변은 약 90년이었다. 연차와 낙관주의 사이에 연관성은 발견되지 않았지만, 아시아 연구자들은 북미 연구자들보다 평균적으로 훨씬 더 낙관적이었다. 아시아인들은 "모든 작업을 수행"하는 데 평균 30년이 걸릴 것이라고 예측한 반면, 북미인들은 74년을 예측했다.
| 예측 연도 | 예상 연도           | 소요 연도 | 예측자                        | 당시 자료                        |
| --------- | ------------------- | --------- | ----------------------------- | -------------------------------- |
| 1965      | 1985년 또는 그 이전 | 20년 이하 | 허버트 사이먼                 | 인간과 경영을 위한 자동화의 형태 |
| 1993      | 2023년 또는 그 이전 | 30년 이하 | 버너 빈지, 과학 소설 작가     | "다가오는 기술적 특이점"         |
| 1995      | 2040년 또는 그 이전 | 45년 이하 | 한스 모라벡, 로봇공학 연구원  | 와이어드                         |
| 2008      | 결코 아님 / 먼 미래 |           | 고든 무어, 무어의 법칙 발명가 | IEEE 스펙트럼                    |
| 2017      | 2029                | 12        | 레이 커즈와일                 | 인터뷰                           |

## 같이 보기
- 인공지능의 응용
- 인공지능 프로젝트 목록
- 신흥 기술 목록

## 내용주
1. ↑  IEEE 스펙트럼은 무어에게 "결코 아님"과 "이런 일은 적어도 오랫동안 일어날 것 같지 않다"는 두 가지를 귀속시킨다.